# 신설역
신설역(新設驛)은 일반적으로 철도가 이미 운행 중인 구간에서 추가 설치된 철도역(Infill station)를 일컫는다.

## 대한민국의 신설역
- 이매역
- 수리산역
- 용두역
- 동묘앞역
- 국철 상봉역
- 원흥역
- 강매역
- 야당역